# Khetag Gazyumov
Khetag Ruslanovich Gazyumov (em russo:  Хетаг Русланович Гозюмов; Alagir, 24 de abril de 1983) é um lutador de estilo-livre azeri, nascido na Rússia, três vezes medalhista olímpico.

## Carreira
Em Pequim 2008 e Londres 2012 foi medalhista olímpico de bronze na categoria até 96 kg. Competiu na Rio 2016, na qual conquistou a medalha de prata, na categoria até 97 kg.